# Jean-Baptiste Lully
Jean-Baptiste Lully (/ʒɑ̃ baˈtist lyˈli/; nato Giovanni Battista Lulli; Firenze, 28 novembre 1632 – Parigi, 22 marzo 1687) è stato un compositore, ballerino e musicista italiano naturalizzato francese.
Trascorse gran parte della sua vita alla corte di Luigi XIV, ottenendo, nel 1661, la naturalizzazione francese.
Lully esercitò una considerevole influenza sullo sviluppo della musica francese; molti musicisti, sino al XVIII secolo, faranno riferimento alla sua opera. Suoi collaboratori o seguaci furono Marc-Antoine Charpentier, Pascal Collasse, Marin Marais, Henri Desmarets, Jean-Philippe Rameau e Christoph Willibald Gluck.

## Biografia

### L'infanzia in Toscana

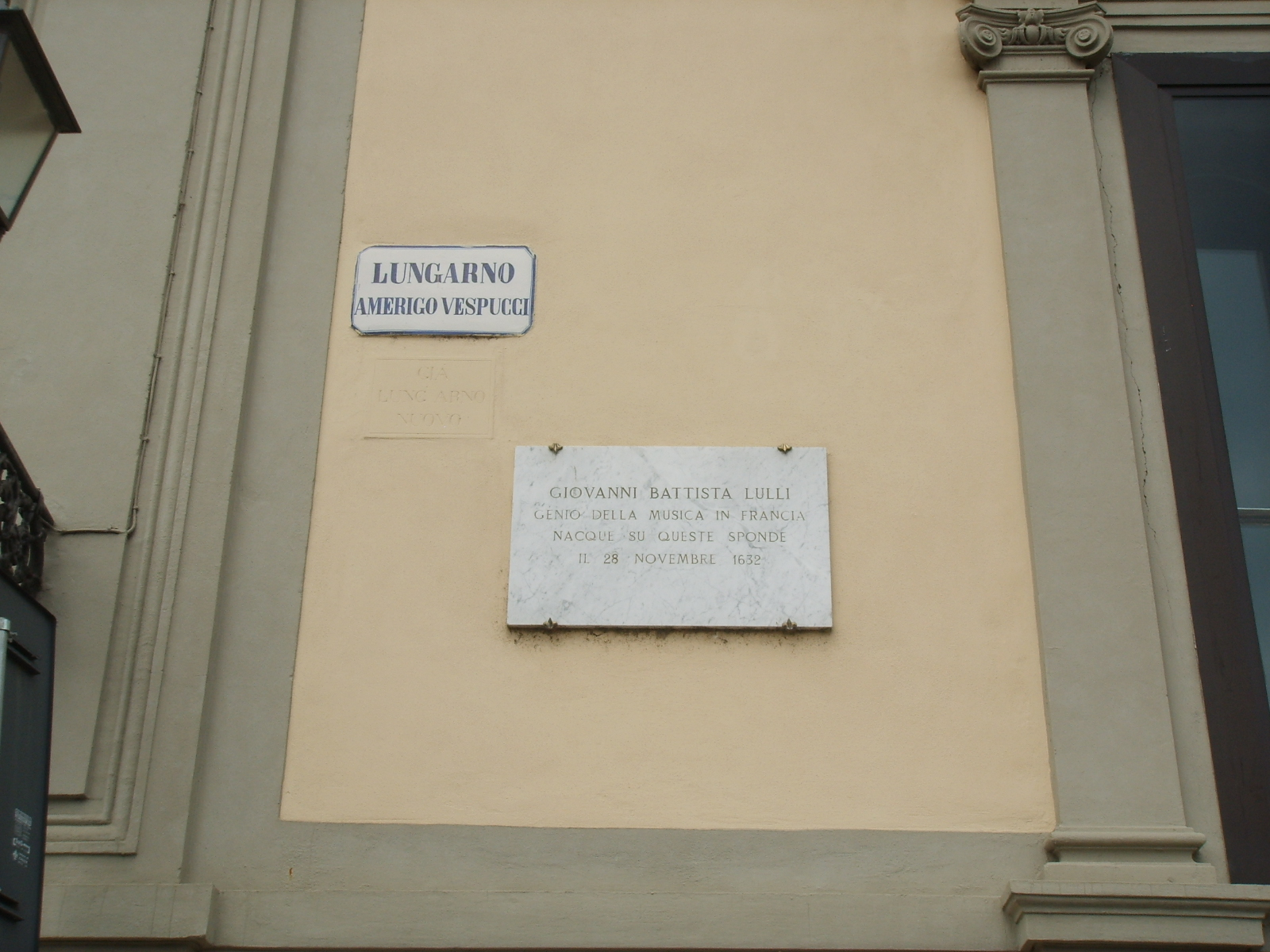
Targa a Giovanni Battista Lulli, Lungarno Vespucci, Firenze

Giovanni Battista Lulli nacque da Lorenzo Lulli e Caterina del Sera (o del Seta). Il padre Lorenzo era probabilmente originario del Mugello, dove era proprietario di un bosco di nocciole insieme al fratello e a un cugino; trasferitosi a Firenze, nel 1620 sposò Caterina, figlia di un mugnaio. Dal matrimonio nacquero tre figli: Verginio (1621–38), Giovanni Battista e Margherita (?-1639). Giovanni Battista fu battezzato il 28 o 29 novembre 1632 e nella città natale trascorse tutta la sua infanzia.
Alla fine di febbraio 1646, Ruggero di Lorena, uno dei figli del duca di Guisa in visita in Italia, fu pregato dalla nipote Anna Maria Luisa d'Orléans, duchessa di Montpensier (Mademoiselle de Montpensier) di cercare un piccolo italiano per conversare nella lingua che stava studiando. Il cavaliere scelse il quattordicenne Giovanni Battista, forse dopo averlo osservato nel corso di uno spettacolo; Lulli lasciò così la casa paterna alla volta della Francia, dove arrivò intorno a metà marzo.

### Lulli alla corte di Anna Maria Luisa d'Orléans
I documenti relativi a un inventario del 1652 riportano il nome del giovane al servizio personale della duchessa d'Orléans come garçon de chambre e per la prima volta con il cognome francesizzato Lully. La relativa libertà conferita da questo incarico permise a Lully, con l'assenso della Grande Mademoiselle, di migliorare le sue conoscenze musicali; infatti, secondo Jean-Louis Lecerf de la Viéville, Lully avrebbe in precedenza ricevuto lezioni di musica (violino e chitarra) da un frate francescano in Borgo Ognissanti, vicino all'abitazione dei suoi familiari.
Al Palazzo delle Tuileries, residenza della nobildonna, si tenevano feste da ballo, serenate e concerti con i più rinomati virtuosi dell'epoca; il contatto con alcuni di loro, come François Roberday e Michel Lambert, e forse le lezioni ricevute da organisti e compositori della chiesa gesuita di S. Luigi a Parigi, Nicolas Métru e Nicolas Gigault, accrebbero la sua formazione. Inoltre raffinò la danza, per cui era particolarmente dotato, presumibilmente ricevendo consigli dalla stessa Mademoiselle de Montpensier. Sempre presso di lei, Lully svolse nel 1652 la sua prima attività documentata, partecipando come ballerino e compositore di una parte delle musiche per una mascherata messa in scena alle Tuileries per festeggiare alcuni comandanti della Fronda. Nell'autunno dello stesso anno, però, la Fronda fu sconfitta e la principessa fu costretta all'esilio nel castello di Saint-Fargeau. Lully non ritenne opportuno seguirla, perciò chiese e ottenne di lasciare il servizio, rivolgendosi direttamente al re Luigi XIV.

### Alla corte del Re Sole

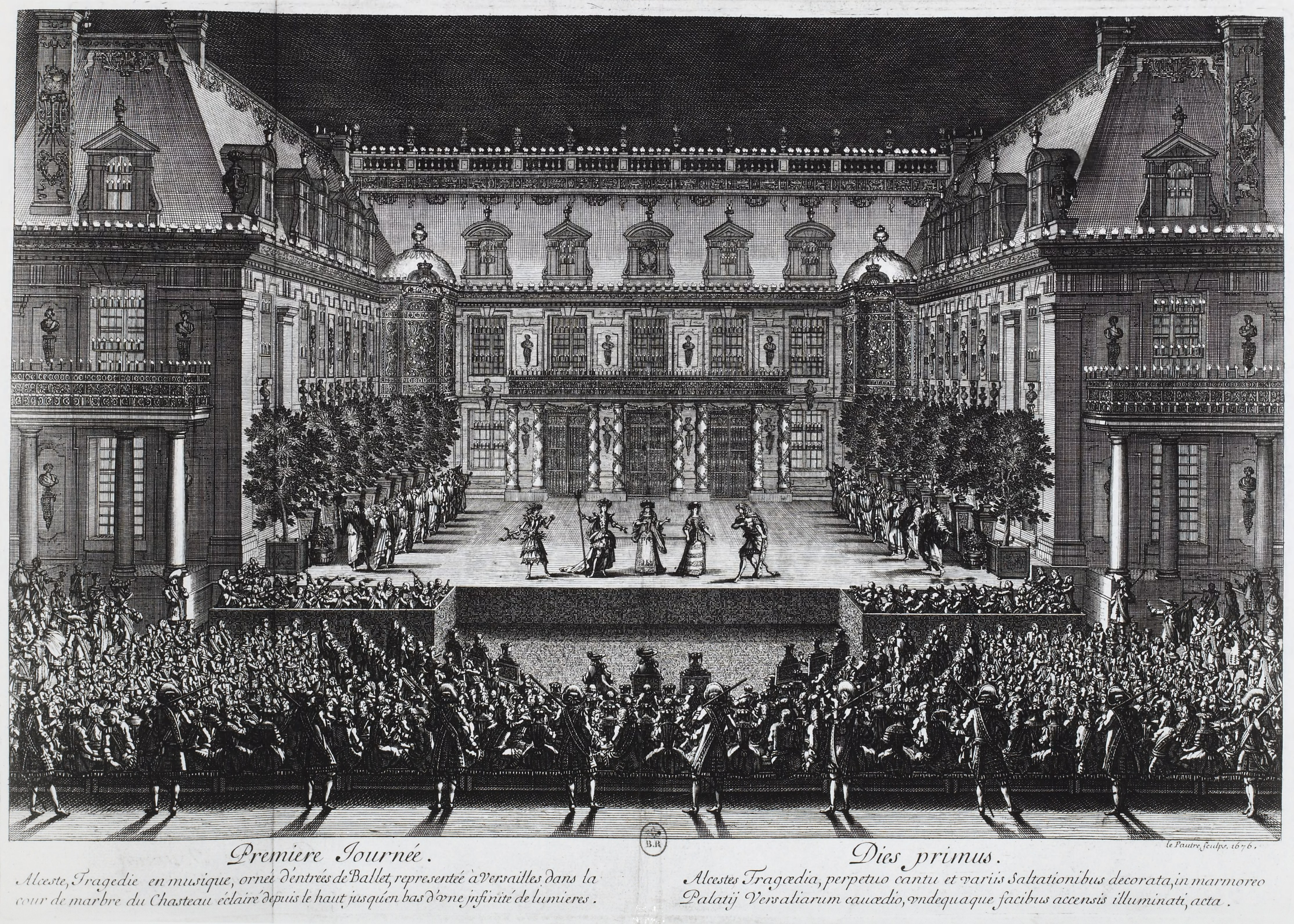
Rappresentazione del balletto dell'Alceste di Jean-Baptiste Lully, eseguita nella Corte di Marmo della Reggia di Versailles il 4 luglio 1674

A corte Lully mise abilmente a frutto le sue qualità: giovane brillante, istrione, eccellente ballerino, in possesso di una buona formazione musicale e di un eccezionale istinto, ottenne di entrare nella Grande Bande des violons du roy, un complesso di ventiquattro violini, e si fece conoscere anche come attore e ballerino. Partecipò come danzatore, ma anche componendo parte delle musiche e delle coreografie, al Ballet royal du jour et de la nuit, su musica di Jean de Cambefort, messo in scena nel 1653 per festeggiare la ripresa del potere reale, nel quale Luigi XIV danzò sostenendo per la prima volta la personificazione del Sole. Il fiorentino riscosse un tale successo, che Luigi XIV, provetto danzatore ed entusiasta del suo nuovo artista italiano, il 16 marzo 1653 lo nominò compositeur de la musique instrumentale. Da allora, e sino al 1685, Lully sarà ballerino e compositore del re, intrecciando con lui un rapporto privilegiato.

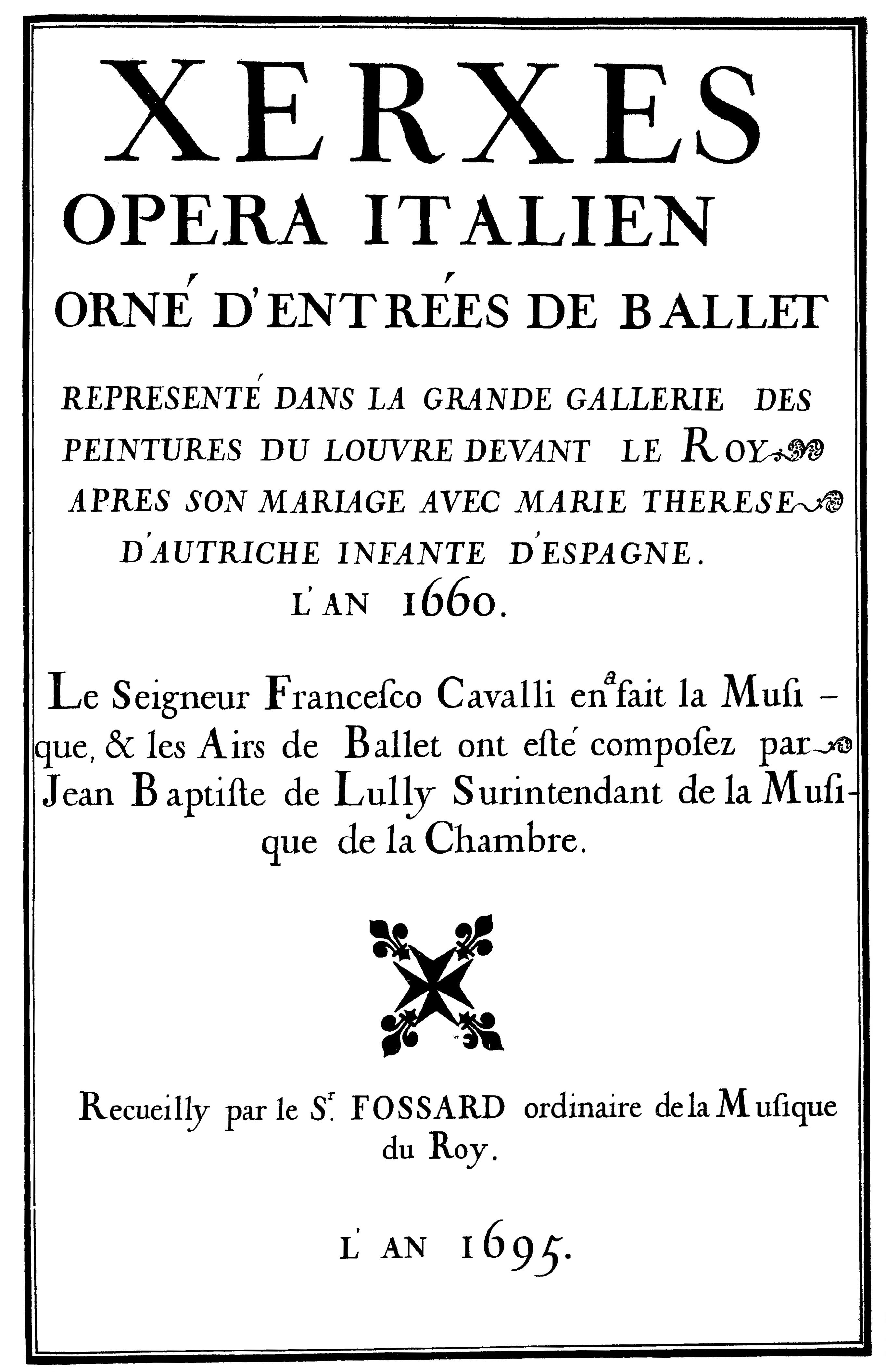
Frontespizio di Xerxes, rappresentato per le nozze di Luigi XIV nel 1660 (edizione del 1695)

Scontento dell'orchestra della Grande Bande des violons, Lully ne fondò una più piccola, i Petits violons, che sottopose a una ferrea disciplina, all'epoca affatto sconosciuta. Nel 1656 compose interamente la musica per una mascherata, La galanterie du Temps, che fece eseguire alla sua piccola orchestra, e l'anno successivo scrisse il primo balletto, L'Amour malade.
Nel 1660 il cardinale Mazzarino chiamò a Parigi il compositore Francesco Cavalli per scrivere delle opere a corte in occasione del matrimonio di Luigi XIV con la cugina, l'infanta Maria Teresa d'Asburgo (1638-1683). Lully fu incaricato di comporre le musiche per i balletti delle opere di Cavalli, Xerxes (Serse) ed Ercole amante, quando la morte di Mazzarino e la partenza di Cavalli, che aveva riscosso un modesto successo, avviarono il fiorentino a una nuova, rapida ascesa della carriera.
Il re lo teneva infatti in grande considerazione e lo favorì oltre misura: il 16 maggio 1661 fu nominato surintendant de la musique de la chambre du roi, il massimo cui Lully poteva aspirare; a dicembre dello stesso anno ottenne di essere naturalizzato francese con il nome Jean-Baptiste de Lully. Pochi mesi dopo, nel luglio del 1662, sposò Madeleine Lambert, giovane figlia di uno dei maggiori musicisti di corte, Michel Lambert, con cui era stato a servizio presso Mademoiselle de Montpensier.
Lully ebbe sei figli da Madeleine Lambert (tra cui Louis, Jean Baptiste il Giovane e Jean Louis). Lully collaborò inoltre a lungo con l'attore e commediografo Molière e il coreografo e maestro di danza Pierre Beauchamp per la creazione di numerose comédies-ballets, tra cui una delle più celebri sarà Le bourgeois gentilhomme, su testo di Molière, rappresentata per la prima volta a corte il 14 ottobre 1670.
La progressiva 'francesizzazione' di Lully collimava con i progetti del sovrano, che intendeva creare opere musicali interamente francesi, autoctone e alternative, o addirittura predominanti, rispetto all'opera italiana.
In seguito all'arrivo a corte di Madame de Maintenon, nuova favorita del sovrano e donna dagli atteggiamenti che manifestavano grande devozione, Luigi XIV tollerò sempre meno i comportamenti omosessuali, condannati dalla Chiesa al pari del teatro d'opera. Nel 1685 il licenzioso comportamento di Lully con il paggio Brunet segnò l'inizio del disinteresse del re nei confronti del musicista, alimentato forse anche da «la necessità di prendere le distanze da un musicista geniale ma riottoso a disciplinare in pubblico il proprio modo d'essere».

### L'Opera francese
Diversi tentativi erano stati messi in atto per adattare i melodrammi musicali italiani alla lingua francese. Più in generale, ogni spettacolo che avesse targa francese era incentivato. Nuovi generi, come la comédie-ballet inventata da Molière con Les fâcheux, con musiche e coreografie di Pierre Beauchamp, erano stati creati a tale scopo. Sui versi di Molière, Lully scrisse Le mariage forcé (1664), la prima di una serie di opere di questo nuovo genere. Il sodalizio artistico tra i due, grandemente apprezzato dal re, terminò con la rappresentazione della tragédie-ballet Psyché, avvenuta nel gennaio del 1671.
La creazione di un melodramma nazionale aveva avuto i primi passi decisivi con il poeta Pierre Perrin e il compositore Robert Cambert; i due si associarono a dicembre 1669 e a loro si unirono, poco dopo, anche il marchese Alexandre de Rieux e Laurent Bersac. Dal gruppo così composto, il 3 marzo 1671 fu presentata a Parigi la pastorale Pomone, con musica di Cambert e libretto di Perrin. Era il primo sontuoso spettacolo francese da capo a fondo: lingua, musica, costumi. L'apparato scenografico era imponente, con macchine teatrali, balli, cori; inoltre era a pagamento e gli incassi eccezionali non passarono inosservati. Infine, il grande concorso di pubblico aveva favorevolmente richiamato anche l'interesse della corte; la reazione di Lully fu forte e aggressiva.
Nel 1672 ottenne da Luigi la revoca del privilegio di Perrin, approfittando dei dissidi che questi aveva con i soci. Il privilegio, concesso nel 1669, autorizzava il poeta alla creazione di accademie in tutta la Francia e a riscuotere dagli spettatori una somma di danaro per vedere gli spettacoli da lui realizzati. Nelle mani del compositore, il monopolio divenne vitalizio (a Perrin era stato invece concesso per dodici anni) e addirittura ereditabile. Lully divenne praticamente padrone del melodramma francese; da allora in poi, con cadenza regolare, scrisse e fece andare in scena un'opera all'anno. Suo librettista fu Philippe Quinault, solo per un breve periodo sostituito da Thomas Corneille. Divenne ricchissimo e il suo potere lo rese inviso. Lully esercitò un'autentica tirannia musicale, soffocando la concorrenza; tra l'altro, limitò drasticamente i mezzi di tutte le altre compagnie, che non potevano dare spettacoli in cui fossero presenti ballerini e potevano disporre al massimo di due sole voci e sei violini. Fu perciò violentemente attaccato in occasione della rappresentazione dell'Alceste del 1674.
Nel 1672 Lully aveva aperto la sua accademia, trasformando in teatro una sala in rue de Vaugirard, impiegata per il jeu de paume. Nel 1673, subito dopo la morte di Molière, Lully costrinse la compagnia del celebre commediografo a lasciare il Théâtre du Palais Royal, che il re aveva concesso a Molière fin dal 1661 convertendolo così in teatro pubblico a pagamento, e vi installò la sede della sua Académie. Chiamò come socio Carlo Vigarani, architetto teatrale gradito al sovrano e indispensabile sia come scenografo che per la ristrutturazione della sala di questo teatro. L'11 novembre Lully l'inaugurò mandando in scena all'Opéra Les fêtes de l'Amour et de Bacchus con il libretto di Philippe Quinault ed Isaac de Benserade, favola pastorale assemblata con musiche realizzate in precedenza dal compositore per le comédies-ballets su testi di Molière. Quinault scrisse nuovi versi per ricomporre insieme il materiale testuale eterogeneo e Lully li musicò. Nonostante l'operazione fosse stata condotta in tutta fretta, ebbe un successo travolgente. L'anno dopo uscì Cadmus et Hermione e, nel 1674, seguì la tragedia in cinque atti, Alceste. L'aggressiva ostilità con cui fu accolta convinse però Luigi XIV a trasferire in un ambiente più protetto le 'prime' delle opere successive: Thésée, Atys e Isis, svolte tra il 1675 e 1677, che avvennero nella Salle de ballets del vecchio castello di Saint-Germain-en-Laye.
Grazie a un secondo privilegio concesso dal re il 20 settembre 1672, Lully poté inoltre intascare il ricavato delle vendite dei libretti al pubblico e dal 1677 anche della sua musica a stampa. Varie altre questioni, anche legali, procurarono numerose difficoltà a Lully, tuttavia superate. All'età di 50 anni, era all'apice della carriera. Dal 1680 non aveva più alcun socio per l'Opéra; infatti, alla scadenza del suo contratto con Vigarani, non lo rinnovò, preferendo avvalersi di Jean Berain, dessinateur de la chambre et du cabinet du roi, salariato. Ai suoi spettacoli faceva pagare i posti in piedi dei poveri soltanto 30 soldi, ma le poltrone dei ricchi melomani erano vendute a prezzi più alti di qualunque altro teatro parigino; il posto a sedere sulla scena era il più caro di tutti, un luigi d'oro.

### La morte

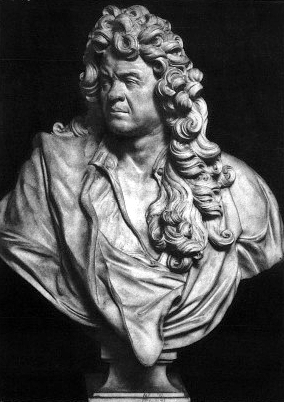
Busto eseguito da Antoine Coyzevox per la tomba di Lully nella basilica di Notre-Dame-des-Victoires a Parigi. Il ritratto restituisce alcune delle caratteristiche fisionomiche del musicista, descritte da Le Cerf de la Viéville: naso grande, bocca grande e ben formata e 'piccoli occhi miopi'. Lully era di buon appetito e con l'età sembra che la sua figura fosse divenuta corpulenta

L'8 gennaio 1687 stava dirigendo l'esecuzione del Te Deum, da lui scritto dieci anni prima, in occasione della celebrazione per la recente guarigione del re, quando si ferì gravemente, colpendosi un piede con il pesante bastone di metallo battuto sul pavimento per segnare il tempo (si trattava di uno strumento comunemente utilizzato all'epoca). La ferita si infettò e si trasformò in gangrena; per tentare di salvarlo, i medici proposero l'amputazione della gamba, ma Lully rifiutò.
Su questa scelta, che si rivelerà fatale, i biografi hanno avanzato diverse supposizioni; il fatto di essere uno degli uomini più in vista della società di allora, e per di più con un passato come straordinario ballerino, potrebbe averlo spinto a non accettare l'intervento, che comunque, nel migliore dei casi, lo avrebbe lasciato menomato a vita; un'altra ipotesi è quella secondo cui sperò di poter guarire soltanto curandosi. L'infezione peggiorò a tal punto che il 22 marzo 1687, dopo poco più di due mesi di penosi travagli, Lully morì, all'età di 54 anni. Il suo corpo fu sepolto nella cappella di San Giovanni Battista nella chiesa agostiniana di Notre-Dame-des-Victoires, ma le interiora furono sepolte nella sua parrocchia, la chiesa di Sainte-Marie-Madeleine.

## Opere

### Musica vocale sacra
Grands motets
- 1. Jubilate Deo (29 agosto 1660)
- 2. Miserere (23? marzo 1663)
- 3. Benedictus (1663 o 1664)
- 4. O lachrymae (1664?)
- 5. Plaude laetare Gallia (24 marzo 1668)
- 6. Te Deum (9 settembre 1677)
- 7. De profundis (maggio 1683)
- 8. Dies irae (1º settembre 1683)
- 9. Quare fremuerunt (19 aprile 1685)
- 10. Domine salvum fac regem (1685?)
- 11. Notus in Judea (1685 o 1686)
- 12. Exaudiat Te Domine (1687).

Petits motets
- 1. Anima Christi
- 2. Ave coeli munus supernum
- 3. Dixit Dominus
- 4. Domine salvum fac regem
- 5. Exaudi Deus deprecationem
- 6. Laudate pueri Dominum
- 7. O dulcissime Domine
- 8. Omnes gentes
- 9. O sapientia in misterio
- 10. Regina Caeli
- 11. Salve Regina.

### Musica vocale profana
- 1. Dialogue de la guerre avec la paix (1655, musica perduta)
- 2. Ingrate bergère (1664, testo: Octave de Périgny)
- 3. Anunque podigoas
- 4. Scoca pur tutti
- 5. A la fin petit Desfarges
- 6. D'un beau pêcheur la pêche malheureux
- 7. Un tendre coeur rempli d'ardeur
- 8. Courage, Amour, le paix est faite (1661, testo: Benserade)
- 9. Non vi è più piacer (musica perduta)
- 10. Le printemps, aimable Sylvie (testo: Benserade; musica perduta)
- 11. Tous les jours cent bergères (testo: Perrin, musica perduta)
- 12. Viens, mon aimable bergère (testo: Perrin, musica perduta)
- 13. Qui les saura, mes secrètes amours (testo: Perrin)
- 14. Où êtes-vous allé, les belles amourettes
- 15. Vous mêlons toute notre gloria
- 16. Pendant que ces flambeaux
- 17. Le langueur des beaux yeux (musica perduta)
- 18. On dit que vos yeux sont trompeurs (testo: Octave de Périgny, musica perduta)
- 19. Que vous connaissez peu trop aimable Chimène (testo: Quinault, musica perduta)
- 20. Si je n'ai parlé de ma flamme (musica perduta)
- 21. En ces lieux je ne vois que de promenades (testo: Lully, musica perduta)
- 22. Ah qu'il est doux de se rendre (testo: Quinault, musica perduta)
- 23. J'ai fait serment, cruelle (testo: Quinault, musica perduta)
- 24. Le printemps ramène la verdure (testo: Lully?; musica perduta)
- 25. Depuis que l'on soupire (testo: Quinault, musica perduta)
- 26. Sans mentir on est bien misérable (musica perduta)
- 27. Venerabilis barba capucinorum
- 28. Il faut mourir, pécheur (1687).

### Musiche per allestimenti scenici
Ballets de cour, Ballets-mascarades & Divertissements
- 1. Mascarade de la foire Saint-Germain (testo di anonimo, 7 marzo 1652, musica perduta)
- 2. Ballet du temps (in collaborazione con altri compositori, testo: Benserade 3 dicembre 1654)
- 3. Ballet des plaisirs (in collaborazione con Louis de Mollier, testo: Benserade, 4 febbraio 1655)
- 4. Le Grand Ballet des bienvenus (in collaborazione con altri compositori, testo: Benserade, 30 maggio 1655, musica perduta)
- 5. Ballet de Psyché ou la puissance de l'Amour (in collaborazione con altri compositori, testo: Benserade, 16 gennaio 1656, musica perduta)
- 6. La Galanterie du temps (testo: Francesco Buti, 3 febbraio 1656, musica perduta)
- 7. Amour malade (testo. Francesco Buti, 17 gennaio 1657)
- 8. Ballet d'Alcidiane (in collaborazione con J.-B. Boesser e L. de Mollier, testo: Benserade, 14 febbraio 1658)
- 9. Ballet de la raillerie (in collaborazione con L. de Mollier, testo: Benserade, 19 febbraio 1659)
- 10. Les Débris du ballet du Roy (musica dal Ballet de la raillerie, 1659?)
- 11. Ballet de Toulouse (novembre/dicembre 1659?)
- 12. Ballet de la revente des habits de ballet et de comédie (testo: Benserade, 15 dicembre 1660)
- 13. Ballet de l'impatience (in collaborazione con Pierre Beauchamp e Francois Hillaire d'Olivet, testo: Benserade, Buti, 19 febbraio 1661)
- 14. Ballet des saisons (testo: Benserade, 26 luglio 1661)
- 15. Ballet des arts (in collaborazione con M. Lambert, testo: Benserade, 8 gennaio 1663)
- 16. Les Noces de village (testo: Benserade, 3 o 4 ottobre 1663)
- 17. Les Amours déguisés (in collaborazione con M. Lambert, testo: Octave de Périgny, 13 febbraio 1664)
- 18. Divertissement pour la collation des Plaisirs de l'île enchanté (7 maggio 1664)
- 19. Ballet du palais d'Alcine (testo: Molière, 9 maggio 1664)
- 20. Ballet de la naissance de Vénus (in collaborazione con M. Lambert e L. de Mollier, testo: Benserade, 28 gennaio 1665)
- 21. La Réception faite par un gentilhomme de campagne à une compagnie choisie à sa mode qui le vient visiter (testo: Benserade, febbraio 1665, musica perduta)
- 22. Le Triomphe de Bacchus dans les Indes (testo di Anonimo, 9 gennaio 1666)
- 23. Ballet des Muses (testo: Benserade, 2 dicembre 1666)
- 24. Le Carnaval (testo: Benserade, 18 gennaio 1668)
- 25. La Grotte de Versailles (testo: Quinault, aprile? 1668)
- 26. Ballet de Flore (testo: Benserade, 13 febbraio 1669)
- 27. Le Triomphe de l'amour, balletto reale in 20 entrées (testo: Benserade, Quinault, 21 gennaio 1681) al castello di Saint-Germain-en-Laye
- 28. Le Noce de village (marzo 1683)
- 29. L'Idylle sur la paix (testo: Jean Racine, 16 luglio 1685)
- 30. Le Temple de la paix, tragedia lirica in 6 entrées (testo: Quinault, 20 ottobre 1685) nel castello di Fontainebleau.

Intermezzi, Comédies-ballets
- 1. Xerxès (6 entrées per l'opera di Francesco Cavalli, 22 novembre 1660) nel Palais-Royal a Parigi
- 2. Hercule amoureux (18 entrées per l'opera di Cavalli Hercules amante, 7 febbraio 1662)
- 3. Le Mariage forcé (testo: Molière, 29 gennaio 1664)
- 4. Les Plaisirs de l'île enchantée/La Princesse d'Elide (in collaborazione con M. Lambert, testo: Molière, 7/8 maggio 1664)
- 5. Oedipe (testo: Pierre Corneille, 3 agosto 1664)
- 6. Le Favori/Le Ballet des grands ou les délices de la campagne (testo: Marie-Catherine Desjardins; prologo e intermezzi di Molière, 13 giugno 1665)
- 7. L'Amour médecin (testo: Molière, 14 settembre 1665)
- 8. La Pastorale comique (testo: Molière, 5 gennaio 1667)
- 9. Les Sicilien ou l'Amour peintre (testo: Molière, 8? febbraio 1667)
- 10. George Dandin/Le Grand divertissement de Versailles (testo: Molière, 18 luglio 1668)
- 11. Monsieur de Pourceaugnac/Le divertissement de Chambord (testo: Molière, Lully, 6 ottobre 1669)
- 12. Les Amants magnifiques (testo: Molière, 4 febbraio 1670)
- 13. Le Bourgeois gentilhomme (testo: Molière, 14 ottobre 1670)
- 14. Britannicus (testo: Racine, 1670, musica perduta)
- 15. Psyché (tragédie-ballet; testo: Molière, Corneille, Quinault, Lully, 17 gennaio 1671)
- 16. Le Comtesse d'Escarbagnas/Ballet des ballets (testo: Molière, 2 dicembre 1671).

Tragédies en musique, Pastorale, Pastoralé héroïque
- 1. Les Fêtes de l'Amour et de Bacchus (libretto: Quinault, Benserade, Perigny, Molière, Lully, 11 novembre 1672)
- 2. Cadmus et Hermione (libretto: Quinault, ca. 15 aprile 1673)
- 3. Alceste ou Le Triomphe d'Alcide, tragedia in musica in 1 prologo e 5 atti (libretto: Philippe Quinault, 28? gennaio 1674) all'Opéra national de Paris
- 4. Thésée (libretto: Quinault, 11 gennaio 1675) al castello di Saint-Germain-en-Laye
- 5. Atys, tragedia in musica in 1 prologo e 5 atti (libretto. Quinault, 10 gennaio 1676) al castello di Saint-Germain-en-Laye
- 6. Isis (libretto: Quinault, 5 gennaio 1677) al castello di Saint-Germain-en-Laye
- 7. Psyché (libretto: Thomas Corneille, 19 aprile 1678) all'Opéra national de Paris Choeur des divinités de la terre et des eaux, from Psyché (1678) - Midi fileⓘ
- 8. Bellérophon, tragedia in musica in 1 prologo e 5 atti (libretto: Thomas Corneille, B. le Bovier de Fontenelle, 31 gennaio 1679, Opéra national de Paris)
- 9. Proserpine, tragedia in musica in 1 prologo e 5 atti (libretto: Quinault, 3 febbraio 1680, al castello di Saint-Germain-en-Laye)
- 10. Persée (libretto: Quinault, 18 aprile 1682) all'Opéra national de Paris
- 11. Phaëton, tragedia in musica in 1 prologo e 5 atti (libretto: Quinault, 6 gennaio 1683) successo nel Grande Trianon di Versailles
- 12. Amadis, tragedia in musica in 1 prologo e 5 atti (libretto: Quinault, 18 gennaio 1684) successo all'Opéra national de Paris
- 13. Roland, tragedia in musica in 1 prologo e 5 atti (libretto: Quinault, 8 gennaio 1685) nella reggia di Versailles
- 14. Armide, tragedia in musica in 1 prologo e 5 atti (libretto: Quinault, 15 febbraio 1686) all'Opéra national de Paris
- 15. Acis et Galatée (libretto: J.G. de Campistron, 6 settembre 1686)
- 16. Achille et Polixène (libretto: J.G. de Campistron, solo l'ouvertüre e il I atto di Lully, atti II–V di P. Colasse, 7 novembre 1687).

### Musica strumentale
- 1. Première marche des mousquetaires (1658)
- 2. 10 Branles (1665)
- 3. 3 Gavottes (1665)
- 4. Passacaille (1665)
- 5. 3 Courantes (1665)
- 6. 3 Bourrées (1665)
- 7. Allemande (1665)
- 8. Boutade (1665)
- 9. Gaillarde (1665)
- 10. 3 Sarabande (1665)
- 11. 18 Trios de la chambre du roi
- 12. Marches et batteries de Tambour (1670)
- 13. Folie d'Espagne, marcia (1672)
- 14. Marche de Savoye, Airs, L'Asemblée, La Retraite
- 15. Pleusiers (6) pièces de symphonie (1685)
- 16. Airs pour le carrousel de Monseigneur (28 maggio 1685)
- 17. 17 Airs
- 18. La descente des armes (marcia)
- 19. Marches des gardes de la marine, des fusillers, des dragons, du prince d'Orange
- 20. altre composizioni (3 Allemande, 14 Courante, 4 Sarabande, 2 Bourrée, 4 Chaconne, La Bourse, Trio, Menuet, La Trivelinade, Gigue).

## Nei media
- Nel film Marquise è stato interpretato da Remo Girone.